# ヴォルテール
ヴォルテール（仏: Voltaire）こと、本名フランソワ＝マリー・アルエ（仏: François-Marie Arouet [fʁɑ̃swa maʁi aʁwɛ]、1694年11月21日 - 1778年5月30日）は、フランスの哲学者、文学者、歴史家である。歴史的には、イギリスの哲学者であるジョン・ロックなどとともに啓蒙主義を代表する人物とされる。また、ドゥニ・ディドロやジャン・ル・ロン・ダランベールなどとともに百科全書派の学者の一人として活躍した。ボルテールと表記されることもある。
パリの公証人の子。姓は“アルーエ”とも表記される。Voltaireという名はペンネームのようなもので、彼の名のArouetをラテン語表記した"AROVET LI" のアナグラムの一種、「ヴォロンテール」（意地っぱり）という小さい頃からの渾名をもじった等、諸説ある。

## 経歴

### 幼少期
フランソワ・マリー・アルエ（以下、アナグラムのヴォルテールで記す）は、1694年11月21日にパリで生まれた。父のフランソワ・アルエは裕福なブルジョワであり、またさまざまな名士たちとも交友があった。なかでも文学者たちとの交遊は、ヴォルテールに強い影響を与えた。
1704年から1711年までの間、イエズス会のルイ＝ル＝グラン学院で最高の教育を受けた。彼は優秀な生徒で、イエズス会は『ジュヌヴィエーヴによせるルジュ神父のオードの模倣』を1710年に出版するほどだった。しかし、彼はイエズス会士や司法官ではなく、詩人になろうと決心した。
父親はヴォルテールがブルジョワとして堅実な人生を歩むことを望んでいたため親子は対立した。このため、1713年には父の友人であるシャトーヌフ侯爵が駐オランダ大使として赴任する際に秘書として雇われることとなったが、オランダに到着した途端に恋愛騒ぎを起こし、わずか三カ月でフランスに追い返された。1714年には法律事務所で書記となったが長続きしなかった。アカデミー・フランセーズの詩の賞を受ける。　

### 青年期
1715年になると徐々にヴォルテールの名は知られるようになっていったが、1716年に摂政の恋愛についての詩を書いたために、シューリー・シュール・ロワールにあるシュリ公爵の城にしばらく引きこもった。
若い頃から詩編をたびたび出版し続けた。そして、フランスの政治や政府を痛烈に中傷する詩を書き、流布し続けたあげく、1717年5月、彼はバスティーユ牢獄に投獄され、11か月間を過ごした。22歳から23歳の頃である。そして、彼、フランソワ＝マリー・アルエが「ヴォルテール」という筆名を用いたのはまさにこの時期であった。
1718年11月18日、ヴォルテールがその生涯に大量に書き残す韻文悲劇の処女作、『エディップ（オイディプス）』がコメディー・フランセーズにて初公演された。この頃は、まだヴォルテールはバスティーユから釈放された直後であり、パリ在住の仮認可だけしか得られなかった時期である。しかし劇は大成功を収め、45回という異例の回数にわたって上演された。このことからヴォルテールは摂政より金メダルと年金を受け、ジャン・ラシーヌやピエール・コルネイユとも並ぶ大物作家になった。

### 英国滞在
名門貴族のロアン=シャボーとのトラブルののち、1726年4月17日、再びバスティーユに投獄された。この投獄はロアン家が後ろから手を回してヴォルテールの逮捕状を取ったものであり、以降、世論はヴォルテールを味方するようになり、大勢の面会者が彼の下を訪問した。
すぐにヴォルテールは釈放され、同年5月11日、彼は自らの意志でイギリスへ向かった。このことについては当局も快諾している。そして、これが彼にとっての最初のイギリス渡航であり、彼のその後の哲学に大きな影響を与えることとなった。これは、人間の理性を信頼し、自由を標榜していたヴォルテールにとって、イギリスの自由な風潮から当時のフランスの前時代的封建的性格を思い知り、同時にイギリスに感銘を受けたということである。
また、イギリスで大きな影響力を持っていたジョン・ロックやアイザック・ニュートンらの哲学を深く知り、イギリスの哲学研究に惹かれた。このことが『哲学書簡』の発表に繋がることになる。1728年秋にはロンドンからふたたびフランスへと戻り、以降二度とイギリスを訪れることはなかった。

### シレーでの生活

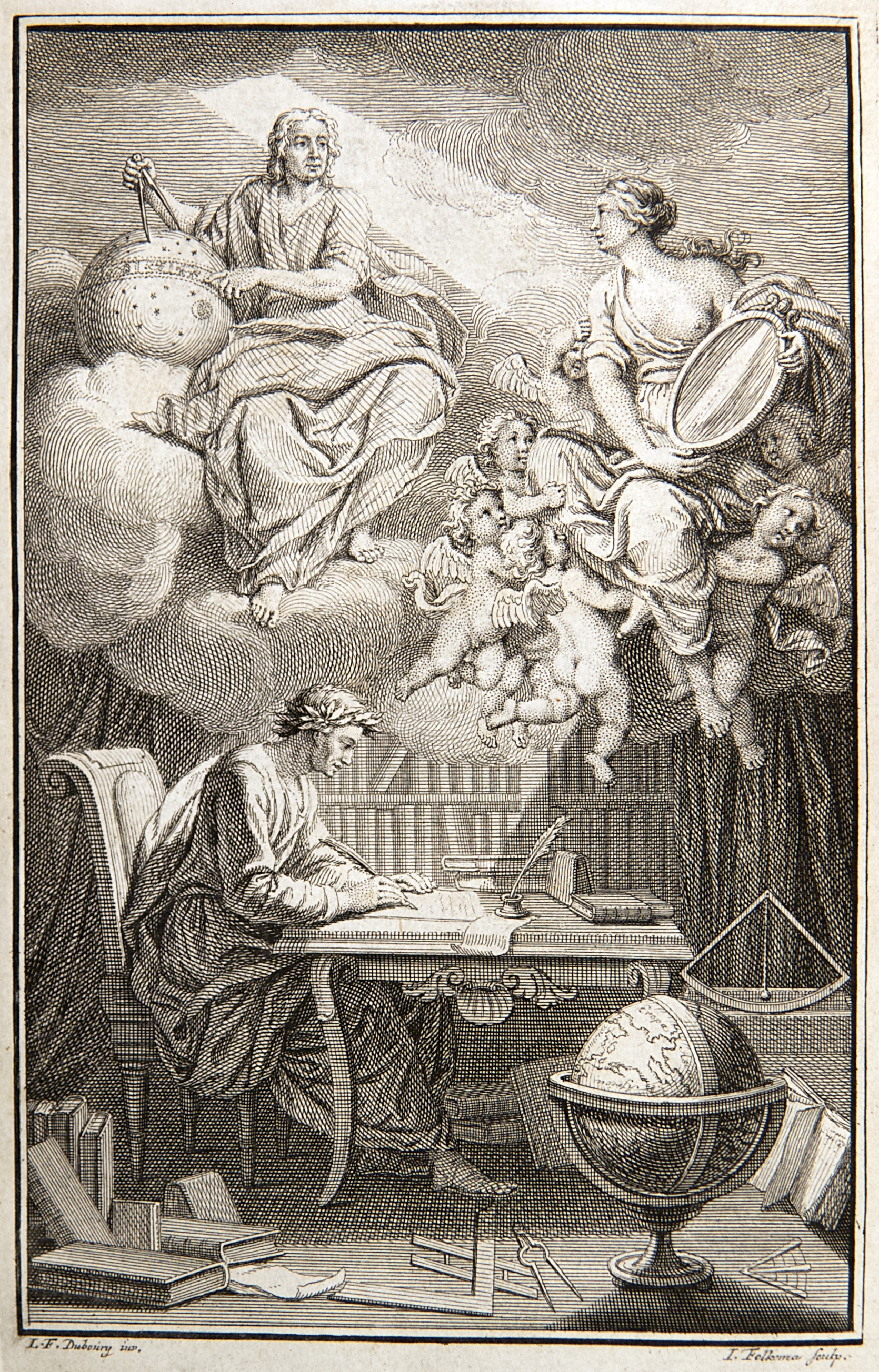
シャトレ夫人が訳出し死後出版された「自然哲学の数学的諸原理」仏語訳の扉絵。ニュートンの発する天界の閃きをシャトレ夫人が反射してヴォルテールに投げかけている。

1729年にはパリに再び戻った。1733年にはエミリー・デュ・シャトレと出会い、すぐに愛人関係となった。
有名な『哲学書簡』は、1733年にイギリスのロンドンにおいて英語で発表した。この時点ではまだあまり注目されていなかったようである。翌年、オランダのアムステルダムでその海賊版が大量に刷られ、フランスのパリにも大量に流れ込むことになる。
結果、この『哲学書簡』では自国よりもイギリスの諸制度の方がはるかに優れているという論調であったため、フランスの愛国者の怒りを買い、焚書の対象となり、1冊が見せしめに焼かれ、ヴォルテールには1734年にまた逮捕状が出された。この際、ヴォルテールはまずオランダに逃れ、その後愛人のエミリー・デュ・シャトレ（シャトレ夫人）を頼り、ロレーヌのシレーにあるデュ・シャトレ家の館に隠れた。
しかし、友人の尽力により、すぐに告発は無効とされ、ヴォルテールは1735年3月にパリへ帰った。しかしそのあとすぐにシレーのデュ・シャトレ家の邸宅に戻り、ふたたびシャトレ夫人との同棲生活を始め、このシレーでの生活は1749年まで続いた。シレーでのヴォルテールは著作や社交を精力的にこなしながら、シャトレ夫人の趣味である科学実験も手伝っていた。
シャトレ夫人は数学や物理学に対する高い見識で知られており、女性科学者の先駆けとしても知られている人物で、さらにヴォルテールの紹介によってピエール・ルイ・モーペルテュイなどの数学者から手ほどきを受けたことで、この分野に関してはヴォルテールを越える実力を持つようになった。
ヴォルテールはニュートンの『自然哲学の数学的原理』の翻訳に接して、1738年『ニュートン哲学要綱』を著し、ニュートン思想の流布に一役買ったが、数学・物理学部分においてはシャトレ夫人の教えを乞うていたとされる。また、館にいつもとどまっていたわけではなく、この時期には国内外への旅行も多く行っている。1736年にはプロイセンの王太子フリードリヒからの書簡を受け取り、以後二人の文通はヴォルテールの死まで続いた。
1744年にはヴェルサイユの宮廷への出入りがふたたび認められ、このころからしばらくは宮廷での活動が多くなり、1745年には史料編纂官に任命され、1746年にはアカデミー・フランセーズの会員に選出された。しかしヴォルテールと宮廷の雰囲気は全く合わず、ルイ15世とも全くそりが合わなかった。1747年にはフォンテーヌブロー城での賭けでシャトレ夫人が大損した事件ののち、再び地方へと逼塞することとなる。1749年にはシャトレ夫人が死去し、シレーを出てパリに戻った。

### プロイセンからジュネーヴへ
1750年には、プロイセンのフリードリヒ大王の招きに応じてプロイセンを訪問した。このときパリを出発したのち、死の直前の1778年に戻ってくるまで、ヴォルテールは生まれ育ったパリに足を踏み入れることはなかった。プロイセンに到着すると、ヴォルテールはフリードリヒ大王に歓迎され、ポツダムにおいて彼の侍従となった。しかしフリードリヒとヴォルテールは衝突を繰り返し、1753年には辞職した。帰国後、折り合いの悪かったルイ15世にパリへの入城を禁じられ、コルマールに1年ほど滞在したのち、招きに応じて1754年の末にジュネーヴへと移住した。
ジュネーヴに落ち着き、邸宅を購入すると、ヴォルテールは活発な活動を再開した。1756年には「百科全書」にも「歴史」項などを寄稿した（直後に「百科全書」は出版許可が取り消される）。それまでの彼の活動を寓話的に総括し、合わせてゴットフリート・ライプニッツの「弁神論」に代表される調和的で楽観的な世界観を批判したのがコント『カンディード』（1759年）といえる。
しかしこうした活動を通じて、ジュネーヴ市政府との関係が悪化していった。この関係悪化の理由の一つとして、カルヴァン派を国教とするジュネーヴ市が演劇を市内で上演することを禁止していたことがあげられる。ただしフランス政府との関係も相変わらず険悪だったために、どちらの情勢変化にも対応できる住居が新しく必要となってきた。

### フェルネー時代

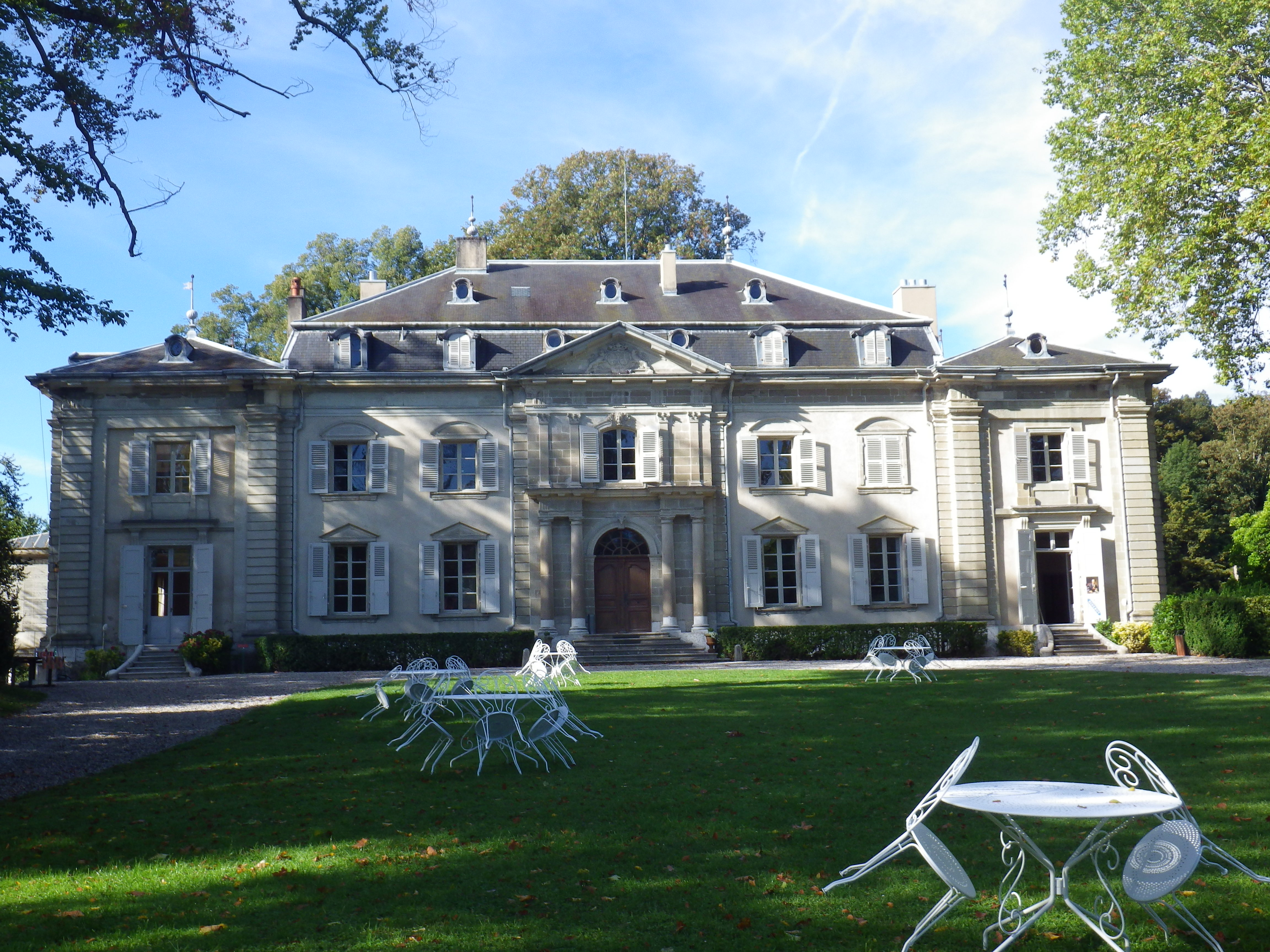
ヴォルテールが改築し過ごしたフェルネーの館

こうしてヴォルテールは1760年にスイス国境に接するフランスの街フェルネ（現在のフェルネ＝ヴォルテール）に居を定めることになる。フェルネはフランス領ではあったがジュネーヴとは目と鼻の先にあり、情勢に応じてどちらにも逃げ込める地理的条件が整っていたのである。
以後、死の直前にパリに旅立つまで、ヴォルテールはフェルネに住みつづけた。フェルネの館に手を入れ豪華に改築する一方、フェルネの村に内乱状態となったジュネーヴから逃れてきた難民を住まわせ、時計工業や養蚕、絹の生産を行うなど、地元の殖産興業も積極的に行った。また、フェルネに定住してからはそれまでよりいっそう著述に力を入れるようになり、数々の名著が生み出された。
1762年にトゥールーズでカラス事件が起きると、ヴォルテールは死刑に処されたジャン・カラスの冤罪を晴らすために奔走し、1765年に再審によって無罪を勝ち取った。この事件をきっかけに、自由主義的な政治的発言を活発に行った。この時期の代表作として、『寛容論』（1763年）、『哲学辞典』（1764年）などがあげられる。

### パリ帰還と死

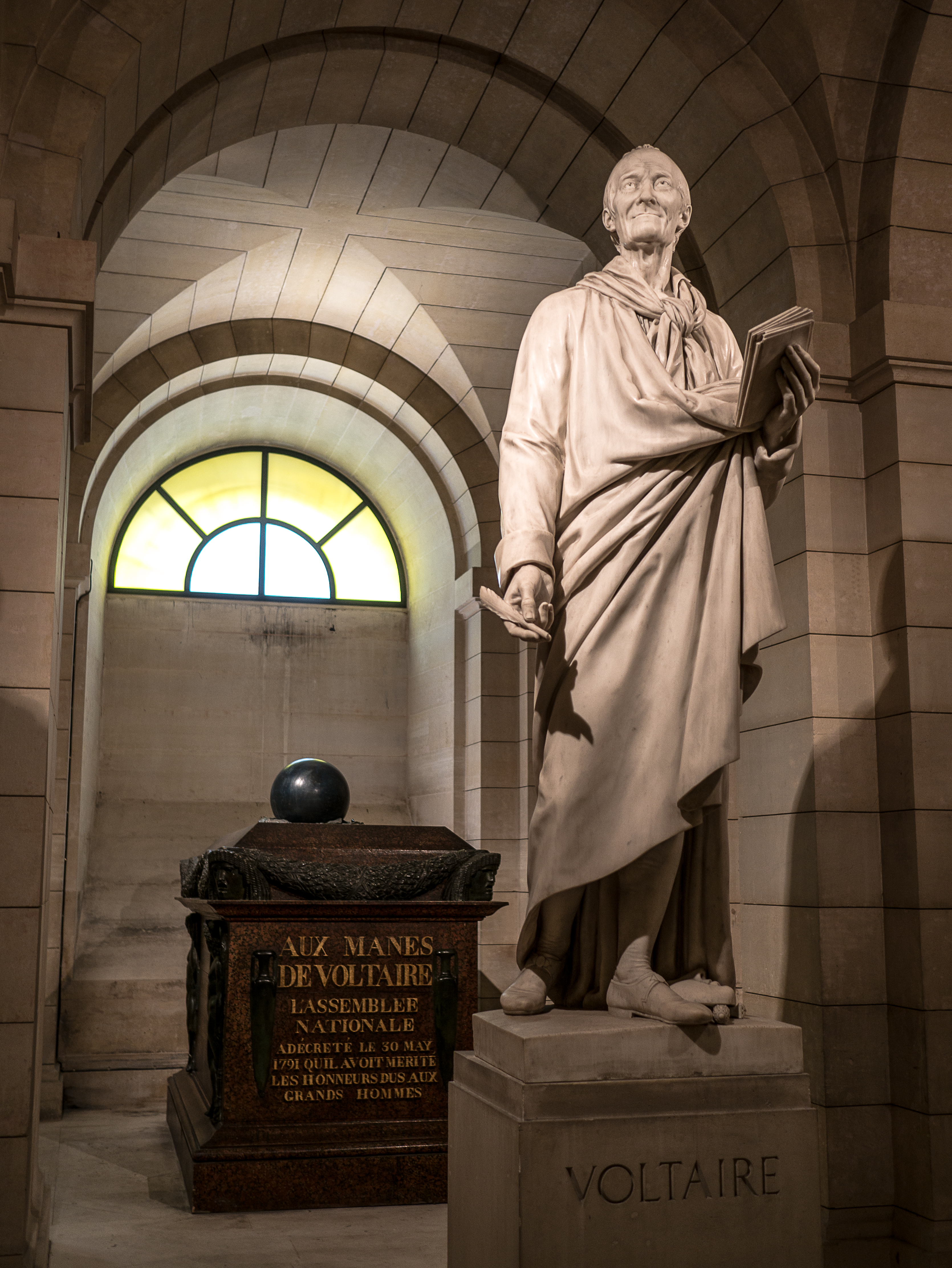
パンテオンにあるヴォルテールの墓

1778年には戯曲「イレーヌ」のパリ上演の知らせを受け、28年ぶりにパリへの帰還を決意する。パリにおいてヴォルテールは熱狂的に歓迎され、多くの人々が押し寄せた。4月7日にはパリでアメリカ合衆国の駐フランス大使としてやってきたベンジャミン・フランクリンによりフランマソヌリに入会しフリーメイソンとなった。しかし「イレーヌ」の上演をみとどけた後彼の健康は急速に悪化し、5月30日にパリにて死去した。
つねに目立ったところで行われた反ローマ・カトリック、反権力の精力的な執筆活動や発言により、ヴォルテールは18世紀的自由主義の一つの象徴とみなされた。没後、パリの教会が埋葬を拒否したためスイス国境近くのセリエール大修道院に葬られたが、フランス革命中の1791年、ジロンド派の影響によって掘り返され、移送されてパリのバスチーユ広場に安置された後、7月11日に棺を四輪馬車に載せてパンテオンに移す大規模な葬儀が開催された。
ヴォルテールの死後、彼の蔵書と草稿はロシア帝国のエカテリーナ2世が購入し、サンクトペテルブルクにて保管されることとなった。また、彼の残した膨大な作品の版権は「セビリアの理髪師」や「フィガロの結婚」などを書いた劇作家でヴォルテールを尊敬するカロン・ド・ボーマルシェが1779年に買い取り、国外に印刷所を建設して大々的に全集刊行を開始した。1783年に刊行が開始された全集は1790年にすべて刊行が完了し、20世紀後半にいたるまでヴォルテール研究の基礎となった。

## 思想と人物像

### 啓蒙思想の典型として
同じく百科全書派の哲学者、ドゥニ・ディドロやジャン・ル・ロン・ダランベールなどとは長く良好な交流があったことはよく知られている。小説、詩、戯曲などの文学作品から、日記、多数の手紙（書簡）など、多くの著書を残した。なかでも『歴史哲学』、『寛容論』、『哲学辞典』、『哲学書簡』、『オイディプス』、『カンディード』などが代表作として知られている。
ヴォルテールの思想は啓蒙思想の典型である。彼は、人間の理性を信頼し、自由を信奉した。ヴォルテールの活動として最も有名なものは、腐敗していた教会、キリスト教の悪弊を弾劾し是正することであった。彼はその人生において多くの時間と精力を注ぎ、理神論の立場から教会を批判する。しかし、教会批判のなかで、理神論とは両立できない重大な理論上の問題を引き起こしていることを、イギリスの哲学者アルフレッド・エイヤーは著書『ヴォルテール』のなかで明らかにした。
一方で、エイヤーは、そうした指摘をしつつも、「こうすることで彼の精神的勇気への私の感嘆の念は減少したりはしない」と明言している（エイヤーは、ヴォルテールの「知的誠実さ」と「精神的勇気」に「感嘆の念」をもって、敬愛している）。また、エイヤーは、著書『ヴォルテール』のなかで、「全体的な印象として、ヴォルテールの知性、いたずら好き、自信といったものは疑いないところであろう」と述べている。
同じくエイヤーは、同じ著書の中で、ヴォルテールの著した小説の一つである『ザディーグ』（1747年）を『カンディード』（1759年）（日本語訳は岩波書店から）と並べて特筆した。この作品はヴォルテールの著したなかで最も長い「哲学物語」であるが、その真意は不明瞭で読み取りにくいものであった。エイヤーは、ヴォルテールが自身の作品に担わせた哲学的なメッセージを読解しようと試み、ヴォルテールが、ドイツの哲学者であるゴットフリート・ライプニッツの示した「弁別できないものは同一」という「充足理由の原理」を認め、それを援用しながらこの小説に示される特殊な決定論的世界観を表しているとする解釈した。
その点を踏まえ、エイヤーは、ヴォルテールが『カンディード』においてライプニッツ哲学が極めて手厳しく風刺されていることを参照し、この12年間のなかでヴォルテールのゴットフリート・ライプニッツに対する評価が否定的な方向へ決定的に変化しているのだろうと、その哲学観の変化を見ている。
学問的にも、思想的にも、イギリスからの大きな影響を受けている。特に哲学的には、ジョン・ロックやアイザック・ニュートンからの影響が大きい。ヴォルテールは、著書『哲学書簡』のなかで、ニュートンが微分積分学において、微分の発見に関してゴットフリート・ライプニッツに、積分の発見に関してヤコブ・ベルヌーイに先んじたとしている。またヴォルテールは、16世紀から17世紀に活躍した哲学者フランシス・ベーコンについて、『ノヴム・オルガヌム』などの著作を念頭に、「経験哲学の祖」として賞賛している。
フランスの数学者ピエール・ルイ・モーペルテュイとは、主に1730年代、ともにニュートンに敬服している者同士として非常に友好的な人間関係を築いていたが、のち、その思想的な立場の違いから敵同士となる。

### ルソーとの関係
同時代に活躍したジャン＝ジャック・ルソーとの最初の出会いは、ヴォルテールが宮廷での余興劇『ラミールの祝宴』を音楽家であるジャン＝フィリップ・ラモーと共同で書き、その仕上げの加筆をルソーに任せたときだった。ルソーはヴォルテールに手紙を書き、ヴォルテールも愛想良く返信している。しかし、彼らは晩年、お互いに大きな溝を作り、距離を置くようになる。
1755年、ルソーが『人間不平等起源論』を発表した頃には、まだヴォルテールはルソーに対し同書を熱烈に賞賛する手紙を送り、ルソーも深く感謝する旨の返信をするような良好な関係であった。しかしその数か月後、同じく1755年のリスボン地震以降、社会では、神の全能や神の慈悲を懐疑する、キリスト教信仰擁護者への問題提起が起きた。
一貫して極めて無神論に接近した理神論に身を置くヴォルテールは、かねてからキリスト教への批判を展開しており、地震のすぐ直後には『リスボンの災禍に関する詩』を発表して、そうした主張を展開した。このような動きのなか、ルソーはジュネーヴの牧師から神の摂理を弁護するよう依頼を受け、ヴォルテールに対してその主張を痛烈に批判する書簡を送っている。
ヴォルテールは論争の意志を見せず、さらにルソーからのその手紙の文学的センスを賞賛したところ、ルソーは激怒。こうした経緯は、二人の表面上の関係が遠ざかっていくことを決定的付けたと言える。しかし、表面上どうであれ、その後も互いに意識はしていたようである。
例えば、ヴォルテールは、1759年にゴットフリート・ライプニッツの哲学を批判的に風刺した『カンディード』を発表したが、その著作についてルソーは1760年代中期以降に執筆した『告白』において『カンディード』など読まないとヴォルテールを突き放しているが、しかし、1760年6月にルソーがヴォルテールに宛てた書簡を見ると、その実、ルソーは『カンディード』を読んでいることを窺い知ることができるのである。
一方、ヴォルテールは、1761年にルソーが『新エロイーズ』を発表すると、同作を痛烈に批判する手紙を無署名で複数書いている。彼らの関係は悪化の一途を辿った。1764年、ルソーは『山からの手紙』のなかで、自身がジュネーヴに追放されたことについて、ヴォルテールのせいであると告発し、また、ヴォルテールが著者であることをかくして旧約聖書への攻撃的批判である『サウル』を発表すると、ルソーはヴォルテールを名指しで攻撃した。
そうした経緯に激怒したヴォルテールは『市民の見解』を発表し、ルソーを追放したジュネーヴの牧師たちの味方として、ルソーの人間像を批判的に描いた。その後は、1768年、風刺詩『ジュネーヴの市民戦争』のなかでも、ヴォルテールはルソーを攻撃している。そして、これが公然と行われたものとしては、ヴォルテールのルソーに対する最後の攻撃となる（以上、ルソーの節）。

### 反ユダヤ主義
一方で、ヴォルテールは反ユダヤ主義者であったことでも知られる。『哲学辞典』ではユダヤ人を「地上で最も憎むべき民」、「無知にして野蛮な民」「その民は、旧来、もっとも忌まわしい迷信にもっとも悪辣な吝嗇を混ぜ合せた民である」などと30項目においてユダヤ人を攻撃する内容が書かれている。ヴォルテールは「それでもなお、ユダヤ人を焼くべきではない」ともいっているが、ポリアコフは申し訳程度の形式的な意味しか持たないと非難している。
また、青年期のヴォルテールはデュボワ枢機卿への書簡で、「祖国といって金を稼ぐことのできる場所以外のものを知らないユダヤ人が、皇帝のために王を、王のために皇帝を裏切るようなことをいとも簡単にやってのける人間であるということは、今さらのように猊下にご説明申し上げるまでもありませぬ」と述べている。
また、リール騎士に対して「イスラエルの包皮なしの連中」（ユダヤ人）は、「かつて地球の表面を汚した乞食どものなかで最悪の乞食」であると述べている。
1762年、ユダヤ人のイザーク・ピントへの批判に対して、「シボレットを発音できなかったからといって4万2千人の人間を殺したり、ミディアン人の女と寝たからといって2万4千人の人間を殺したり、といったことだけはなさらないでください」と「キリスト者ヴォルテール」と署名して答えた
こうしたヴォルテールの反ユダヤ主義については当時も広く知れ渡り、1807年にはドイツの反ユダヤ主義政治家グラッテナウアーは、ユダヤ人のモーゼス・メンデルスゾーンの胸像に代わってヴォルテールの胸像の設置を提言した。他方、ヴォルテールはユダヤ人につかの間の安息をもたらした啓蒙主義の進展に寄与したため、当時のユダヤ人側から厳しい評価が寄せられはしなかった。

### タレンタイアによる言及
イギリスの女性作家S・G・タレンタイアは、ヴォルテールの伝記『ヴォルテールの生涯』（The Life of Voltaire）や逸話集『ヴォルテールの友人』（The Friends of Voltaire）を執筆した。タレンタイアは『ヴォルテールの友人』の中で、当時物議を醸した書物『精神論』とその著者クロード＝アドリアン・エルヴェシウスに対するヴォルテールの態度として「'I disapprove of what you say, but I will defend to the death your right to say it,' was his attitude now.」と記した。日本語では「私はあなたの意見には反対だ、だがあなたがそれを主張する権利は命をかけて守る」と翻訳され、民主主義・自由主義のとりわけ表現の自由、言論の自由の原則を端的に示した名文句として人々に記憶されている。
なお Norbert Guterman の『A Book of French Quotations』(1963)は、このタレンタイアの言葉を、ヴォルテールの1770年2月6日、M. le Riche あての書簡にある「私はあなたの書いたものは嫌いだが、私の命を与えてもあなたが書き続けられるようにしたい」（Monsieur l’abbé, je déteste ce que vous écrivez, mais je donnerai ma vie pour que vous puissiez continuer à écrire.）に基づくものとしているが、実際の Riche あての書簡にはそのような文言は存在しない。
| 言語               | 文章 |
| ------------------ | --- |
| 英語の原文         | “I disapprove of what you say, but I will defend to the death your right to say it” was his attitude now.                                |
| フランス語の翻訳文 | “Je ne suis pas d’accord avec ce que vous dites, mais je défendrai jusqu’à la mort votre droit de le dire” était désormais son attitude. |
| 日本語の翻訳文     | 「私はあなたの意見には反対だ、だがあなたがそれを主張する権利は命をかけて守る」とは今の彼の態度だった。                                   |

### その他
一日にコーヒーを40～50杯も飲んでいた。飲んでいたのはどうもコーヒーとチョコレートを混ぜ合わせた物だったらしい。ヴォルテールのかかりつけ医は、「あなたの大好きなコーヒーに殺されるだろう」と彼に警告していたが、彼は80代まで生きた。
ヴォルテールには兄が1人いたが、自由思想家の彼とちがって熱狂的なジャンセニスムの徒で、人間味のない信心のかたまりであった。父親はこれを嘆いて、「私は狂人の息子をもっている。1人は韻文、もう1人は散文」と語ったといわれる。
ある時、ヴォルテールは友人の数学者と組んで、国が発行する宝くじの当選確率の計算をし、発行された一回分全部を買うと逆に100万リーヴル儲かってしまうという主催者側のミスに気が付いた。そこでヴォルテールは仲間と組み、借金などをしてかき集めた金で宝くじを買い占めた。真相を知った大蔵大臣は即座に賞金の支払い停止を命じ、ヴォルテール一味を詐欺罪で告訴した。しかし、いかに専制時代とはいえ、政府を出し抜いたに過ぎない彼らを罪には問えず、無罪判決が下った。ここで彼らが手にした金額は50万リーヴルだった（現在の日本円に換算すると約5億円）。

## 著作

### 主な著作の初版年
- エディップ（Oedipe）1718年。
- ブルータス（Brutus）1730年。
- カール十二世伝（Histoire de Charles XII）1731年。
- ザイール（Zaïre）1732年。
- 哲学書簡（Lettres philosophiques）1734年。
- ニュートン哲学の基礎（Eléments de la philosophie de Newton）1738年。Elémens de la philosophie de Neuton, 1738

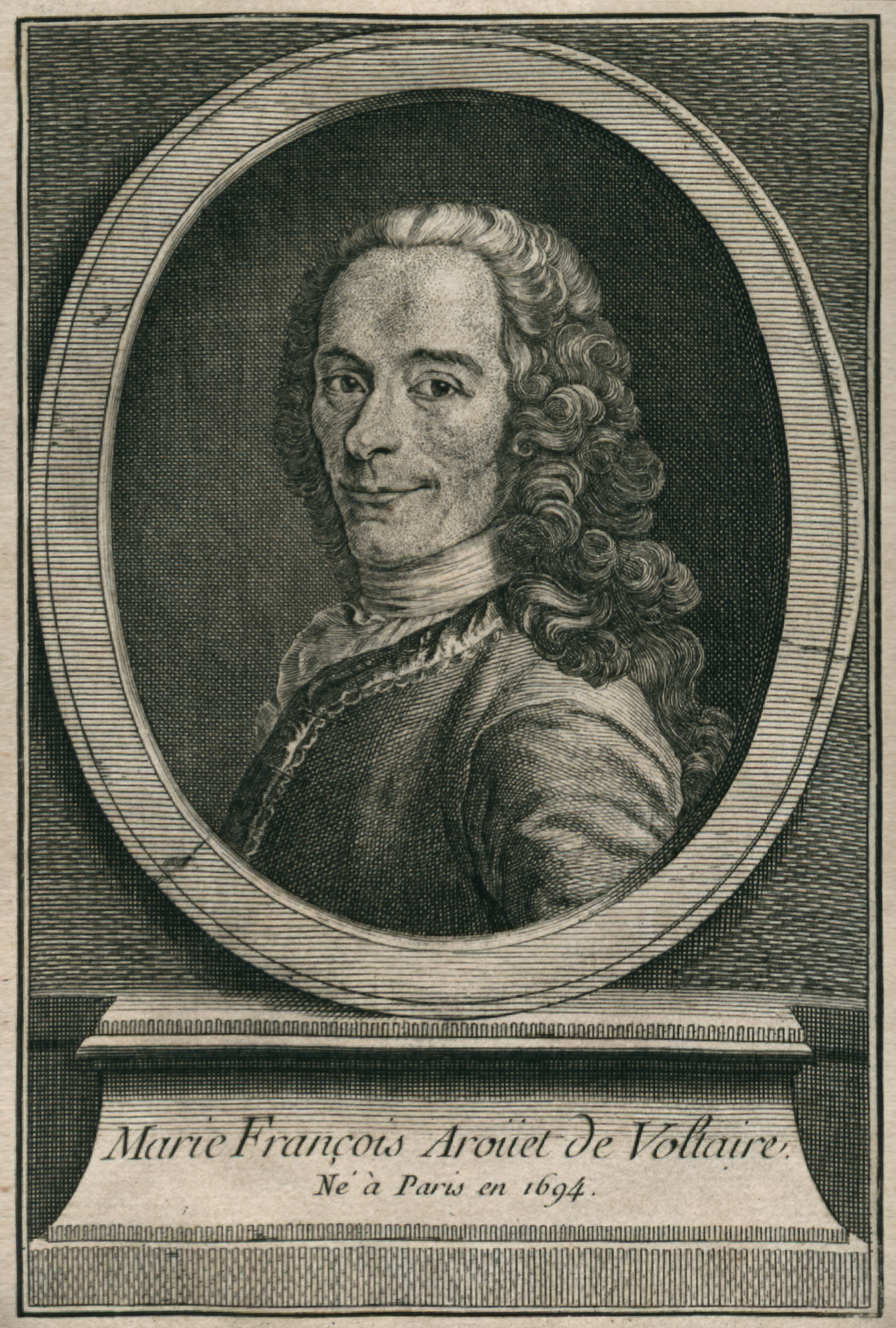
Elémens de la philosophie de Neuton, 1738

- マホメット（Mahomet, ou le Fanatisme）1741年。
- メロップ（Mérope）1743年。
- ザディーグ（Zadig ou la Destinée）1747年。
- ルイ十四世の世紀（Le Siècle de Louis XIV）1751年。
- リスボンの震災をめぐる詩（Poèmes sur le désastre de Lisbonne）1755年。
- 諸国民の風俗と精神について（Essai sur les Moeurs et l'esprit de nations）1756年。
- カンディード（Candide ou l'optimisme）1759年。
- スコットランド女（L'Ecossaise）1760年。
- 寛容論（Traité sur la Tolérance）1763年。
- 哲学辞典（Dictionnaire philosophique）1764年。
- ばか正直（L'Ingénu）1767年。
- バビロンの王女（La Princesse de Babylone）1768年。
- ミノスの法（Les Lois de Minos）1772年。
- イレーヌ（Irène）1778年。

### 日本語訳
- 『哲学辞典』 安谷寛一訳、春秋社〈世界大思想全集 71〉、1932年。NCID BN05857721。
- 『哲学辞典』 高橋安光訳、法政大学出版局、1988年。ISBN 978-4-588-15009-8。初版完訳版
- 『哲学書簡』 林達夫訳、岩波書店〈岩波文庫〉、1951年、復刊1977年。全国書誌番号:54004156。改版1980年、新装復刊2004年、ISBN 978-4-00-325182-9。
  - 『哲学書簡 哲学辞典』[注 5]中川信、高橋安光訳、中央公論新社〈中公クラシックス〉、2005年。ISBN 978-4-12-160083-7。
  - 『哲学書簡』 斉藤悦則訳、光文社古典新訳文庫、2017年。ISBN 978-4-334-75354-2。
- Candide （原著1759年）
  - 『キァンディド』 高沖陽造訳、春陽堂〈世界名作文庫 第175〉、1934年。全国書誌番号:47031976。
    - ゆまに書房で復刊。『キァンディド』高沖陽造訳、ゆまに書房〈昭和初期世界名作翻訳全集 110〉、2007年。ISBN 978-4-8433-2234-5。

  - 『カンディド』 高沖陽造訳、春陽堂〈春陽堂文庫 第1006〉、1948年。全国書誌番号:48011075。
  - 『カンディード』 吉村正一郎訳、岩波文庫、1956年
  - 『カンディード 他五篇』 植田祐次訳、岩波文庫、2005年。ISBN 978-4-00-325181-2。新訳版
  - 『カンディード』 斉藤悦則訳、光文社古典新訳文庫、2015年。ISBN 978-4-334-75319-1。
  - 『カンディード』 堀茂樹訳、晶文社、2016年。ISBN 978-4-7949-6927-9。
- 『英雄交響曲 チャールス十二世[注 6]』 丸山熊雄訳、白水社、1942年。全国書誌番号:46032863。
- 『オダリスク』 三谷幸夫訳、操書房、1948年。全国書誌番号:49007332。
- 『白と黒 哲学的物語』 森下辰夫訳、大翠書院、1949年。全国書誌番号:46032865
- 『キリスト教の検討』（別タイトル『狂言の墓』） 石川湧訳、彰考書院、1950年。
- 『浮世のすがた 他六篇』 池田薫訳、岩波文庫、1953年。NCID BN00979073。
  - 新装復刊・岩波文庫、1990年、ISBN 978-4-00-325188-1。
- 『バビロンの王女・アマベッドの手紙』 市原豊太・中川信共訳、岩波文庫、1958年。全国書誌番号:58004103。
  - 新装復刊・岩波文庫、1990年、ISBN 978-4-00-325187-4。
- 『ルイ十四世の世紀』 丸山熊雄訳、岩波文庫（全4巻）、1958-83年、新装復刊2001年。NCID BN00378277。
  - 岩波文庫：1巻 1982年（復刊）、ISBN 978-4-00-325183-6。2巻 1982年（復刊）、ISBN 978-4-00-325184-3。3巻 1982年、ISBN 978-4-00-325185-0。4巻 1983年。ISBN 978-4-00-325186-7。
- 『ヴォルテール ディドロ ダランベール』、中央公論社〈世界の名著 29〉、串田孫一責任編集、1970年。全国書誌番号:74005215。
  - 新装版 『ヴォルテール ディドロ ダランベール』 中央公論社〈中公バックス・世界の名著35〉、1980年。ISBN 978-4-12-400645-2。
- 『寛容論』 中川信訳、現代思潮社〈古典文庫〉、1970年。全国書誌番号:74006500。
  - 改訂版『寛容論』 中央公論新社〈中公文庫〉、2011年。ISBN 978-4-12-205424-0。
  - 『寛容論』 斉藤悦則訳、光文社古典新訳文庫、2016年。ISBN 978-4-334-75332-0。
- 『カラス事件』 中川信訳、冨山房百科文庫、1978年。全国書誌番号:78034135。
- 『ミクロメガス』 川口顕弘訳、国書刊行会〈バベルの図書館 7〉、1988年。ISBN 978-4-336-02562-3。
- 『ヴォルテール回想録』 福鎌忠恕訳、大修館書店、1989年／中公クラシックス、2016年。ISBN 978-4-12-160169-8
- 『歴史哲学 「諸国民の風俗と精神について」序論』 安斎和雄訳、法政大学出版局、1989年。ISBN 978-4-588-15012-8。
- 『ヴォルテール書簡集 1704-1778』 高橋安光編訳、法政大学出版局、2008年。ISBN 978-4-588-15050-0。
- 『哲学コント集成』 植田祐次訳、国文社（上下）。上巻 2010年、ISBN 978-4-7720-0530-2。下巻 2011年、ISBN 978-4-7720-0531-9。